# 蹼小麝鼩
蹼小麝鼩（学名：Nectogale elegans）为鼩鼱科蹼小麝鼩属的动物，是中国的特有物种。分布于陕西、贵州、云南、甘肃、四川、西藏等地，多生活于山地河流以及河岸。该物种的模式产地在四川宝兴。

## 亚种
- 蹼小麝鼩指名亚种（学名：Nectogale elegans elegans），Milne-Edwards于1870年命名。在中国大陆，分布于甘肃、陕西、云南、四川等地。该物种的模式产地在四川宝兴。[2]
- 蹼小麝鼩西藏亚种（学名：Nectogale elegans sikhimensis），De Winton et Styan于1899年命名。在中国大陆，分布于西藏（米林）等地。该物种的模式产地在锡金。[3]